# Boraboy Gölü
Der Borabay Gölü (Borabay-See) ist ein See in der Türkei. Er ist 15 Kilometer von Taşova in der Provinz Amasya entfernt. Die Höhe über dem Meeresspiegel beträgt 800 m. Das Gewässer ist bis zu elf Meter tief, 500 Meter lang und zwischen 40 und 110 Meter breit.
Die Entstehung des Borabay-Sees wird auf Erdrutsche und Verwerfungen während des Jura zurückgeführt.